# Pterocheilus ornatus
Pterocheilus ornatus är en stekelart som beskrevs av Amédée Louis Michel Lepeletier. Pterocheilus ornatus ingår i släktet palpgetingar, och familjen Eumenidae. Inga underarter finns listade i Catalogue of Life.